# Couverture

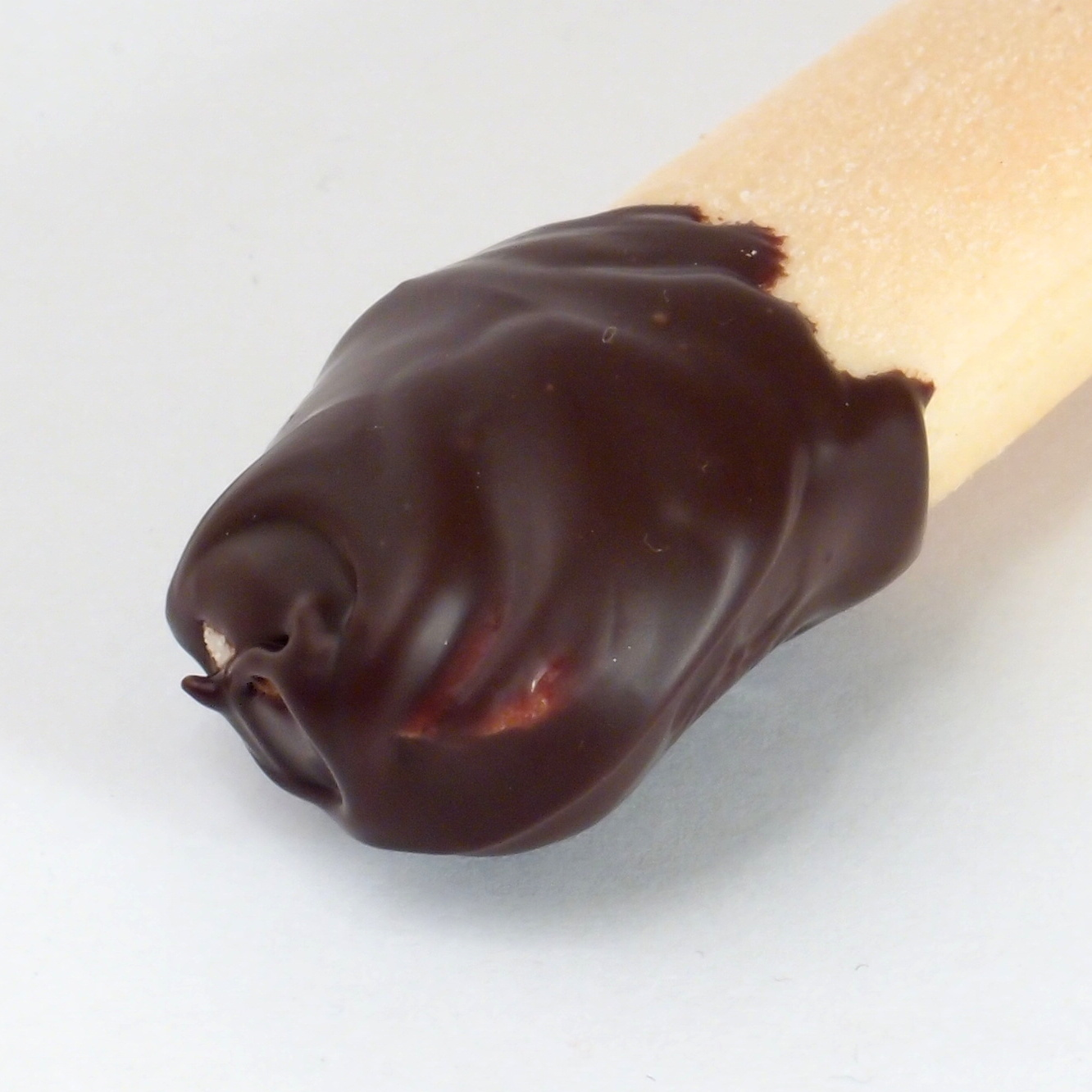
Couverturechocolade op gedompeld biscuit en getemperd

Couverture is een halffabricaat uit de cacao-industrie.
Het bestaat uit in blokken geperste chocolade met suiker en cacaoboter toegevoegd. Doordat couverture verhoudingsgewijs meer vet bevat is het gemakkelijker te smelten zonder dat het verbrandt. Het wordt vooral geleverd aan banketbakkerijen. De toepassing betreft vooral het vervaardigen van bonbons maar ook wordt het aangewend na smelting als dekmiddel voor taarten en andere patisserieproducten. Couverture wordt ook toegepast bij de bereiding van taarten en gebak. Qua gebruik is een onderscheid te maken in laceer-, spuit- en vormcouverture, waarbij het aandeel cacaovet verschilt. In kleinschalig huishoudelijk gebruik kan het vaak vervangen worden door repen (pure) chocolade.